# Бланус бурий
Бланус бурий (Blanus cinereus) — представник роду Бланус з родини Бланусових підряду Амфісбен. Інші назви «іберійська амфісбена», «європейська амфісбена», «мавританська амфісбена».

## Опис
Загальна довжина досягає 20—28 см. Голова маленька, тулуб стрункий, витягнутий. Кінцівок немає. Кінець хвоста затуплений. Очі маленькі чорного кольору. Колір шкіри сірий, бурий, фіолетовий з численними поперечними світлими складається з багатьох сегментів, чим нагадує дощового хробака. 

## Поширення
Мешкає в Португалії, Іспанії. 

## Спосіб життя
Полюбляє піщані, вологі, гумусові місцини, рівнини. Зустрічається також у горах до висоти 1800 м над рівнем моря. Веде підземний спосіб життя, іноді перебуває під камінням. Ховається в мурашниках. Харчується мурахами та багатоніжками.
Це яйцекладний плазун. Самиця відкладає 1–2 яйця.

## Охорона
Бланус бурий занесений до Додатку ІІІ Бернської конвенції (охоронна категорія: вид підлягає охороні).